# Spellbound Entertainment
Spellbound Entertainment était un studio allemand de développement de jeux vidéo situé à Offenbourg. L'entreprise, fondée en 1994 par Armin Gessert, et fermée en 2012, est principalement connue pour sa série de jeux Desperados.  La société Black Forest Games a été fondée par les anciens de Spellbound entertainment.

## Jeux développés
- 1995 :  Perry Rhodan: Operation Eastside (Fantasy Productions)
- 1998 : Airline Tycoon (Infogrames, Monte Cristo, RuneSoft)
- 1999 : ClawGang Investigates (1999; Gotham Games, Emme Interactive, Core Design, Interplay Entertainment)
- 2001 : Desperados: Wanted Dead or Alive (Infogrames)
- 2002 : Robin Hood : La Légende de Sherwood (Mindscape, Freeverse, Wanadoo Edition)
- 2003 : Chicago 1930 (Wanadoo Edition)
- 2003 : Smoking Colts (Spellbound Entertainment)
- 2003 : Child's Cook Fun with Michel Wogustin (Conspiracy Entertainment, Creations S Interactive)
- 2003 : Starsky et Hutch (Empire Interactive)
- 2006 : Desperados 2: Cooper's Revenge (Atari)
- 2007 : Helldorado (Viva Media)
- 2009 : Giana Sisters DS (Destineer, dtp entertainment)
- 2010 : Arcania: Gothic 4 (JoWooD Entertainment, DreamCatcher Interactive)
- 2011 : Arcania: Fall of Setarrif (Nordic Games)